# Bijeli nosorog
Bijeli nosorog (Ceratotherium simum) je vrsta nosoroga. Poslije afričkog slona, to je najveća kopnena životinja na svijetu. Poznat je po svojim širokim usnama prilagođenim za jedenje trave i po tome da je ova vrsta nosoroga najdruštvenija.
Postoje dvije podvrste, sjeverni bijeli nosorog (C. s. cottoni), koji je izumro u divljini, i južni bijeli nosorog (C. s. simum), koji je znatno češći i nije ugrožen. Njegova je populacija procijenjena na oko 20.000 jedinki 2015. godine.

## Etimologija
Ime bijelog nosoroga vodi podrijetlo iz Južne Afrike gdje se afrikanski jezik razvio iz nizozemskog. Afrikanska riječ „wyd" (od nizozemskog „wijd") znači „širok" i odnosi se na širinu usana bijelog nosoroga. Rani engleski doseljenici u Južnoj Africi su ovu riječ pogrešno protumačili i izgovorili „white" (bijelo), tako da se nosorog sa širokim usnama i dalje zvao bijelim, kao i drugi, crni nosorog, koji ima uske usne. Ova široka usta su se specijalizirala za sječu velikih količina trave, dok su usta kod crnih nosoroga pogodna za kidanje žbunastog lišća. Rod kojem pripada bijeli nosorog, Ceratotherium, približno znači „rogata zvijer".
Epitet simum je od grčke riječi simus i znači „s ravnim nosom".

## Izgled
Bijeli nosorog ima krupno, masivno tijelo, veliku glavu, kratak vrat i široke grudi. Odrastao nosorog teži 1.800 - 3.000 kilograma, dugačak je od 3,35 do 4,2 m, a do ramena visok od 150 do 185 centimetara. Rekordna težina je iznosila oko 3.600 kilograma. Na njušci se nalaze dva roga izgrađena od keratina, za razliku od jelenjih koštanih rogova. Prednji rog je duži i prosječno mjeri blizu 90 cm, a može dostići 150 cm. Bijeli nosorozi imaju prepoznatljivu grbu na prednjem dijelu leđa, iznad glave. Svaka od četiri kratke noge ima po tri prsta. Boja kože varira od žućkasto-smeđe do sive boje. Dlaku jedino imaju na krajevima repa i u ušima. Uha se mogu pokretati neovisno jedno od drugog kako bi nosorog prikupio što više zvukova, dok je čulo njuha najvažnije. Olfaktorni receptori zaslužni za miris su ukupno veći od cjelokupnog mozga.

## Ponašanje
Žive u travnatim ravnicama i savanama. Biljojedi su koji pasu travu i preferiraju onu najkraću. Vodu redovito piju dva puta dnevno ako je dostupna. Ako prevladava suša može izdržati četiri do pet dana bez vode. Oko pola dana provede u jedenju, jednu trećinu odmarajući se, a ostatak dana u raznim drugim aktivnostima. Kao i svi drugi nosorozi, i bijeli vole kupanje i valjanje u blatu kako bi se ohladili.
Kada su izloženi opasnosti, bijeli nosorozi (većinom mužjaci) trljaju rogom o zemlju i obaranjem glave s ušima okrenutim unazad, u kombinaciji s režanjem i krikom ako su napadnuti. Trče brzinom od 28 kilometara na sat, koju mogu održati na daljini od 3,2 kilometra. Brzina galopa je 40 km/h.
Bijeli nosorozi mogu obitavati u krdima od 14 jedinki, koja uglavnom čine ženke. Odrasli mužjaci uglavnom vode samački život. Dominantni mužjaci obilježavaju svoj teritorij preko mokraće i izmeta. Oko 10 puta na dan to rade dok patroliraju teritorijom. Najžešće borbe izbijaju kada se mužjaci bore oko ženke. Ženke ne brane svoj teritorij iako se znatno preklapa s teritorijima drugih nosoroga.

## Razmnožavanje
Ženke su spolno zrele s 4-5 godina, a mužjaci kasnije, s 10-12 godina. Parenje traje oko pola sata. Par ostaje zajedno između 5 i 20 dana kada svako nastavlja svojim putem. Trudnoća traje oko 16-18 mjeseci poslije čega se koti jedno mladunče koje teži od 40 do 64 kilograma. Još su nesigurni dok ne prođe 2-3 dana. Kada se osjeti ugroženim, mladunče se sklanja pod majku koja je veoma zaštitnički nastrojena i snažno će ga štititi. Sisanje mlijeka može potrajati do dvanaestog mjeseca života. Ženka je sposobna kotiti svake 2 do 3 godine. Bijeli nosorozi žive 40-50 godina.

## Podvrste

### Južni bijeli nosorog
Južni bijeli nosorog (Ceratotherium simum simum) jedna je od dvije podvrste bijelih nosoroga. Godine 2005. ustanovljeno je da ih ima najviše u Južnoafričkoj Republici. Njihov broj se procjenjuje na oko 11.600, što govori o tome da je ova podvrsta nosoroga najzastupljenija na u svijetu. Ako im se osigura dovoljan prostor i obilje hrane, lako će se razmnožavati u zoološkim vrtovima, pogotovo oni nosorozi koji su prebačeni iz divljine. Ovo dokazuje podatak da je u zoološkom vrtu u San Diegu od 1972. godine okoćen 91 nosorog. Međutim, iz nerazumljivih razloga, izuzetno je niska stopa reprodukcije među ženkama južnih bijelih nosoroga okoćenih u zatočeništvu.

### Sjeverni bijeli nosorog
Sjeverni bijeli nosorog (Ceratotherium simum cottoni) je nekada živio u nekoliko zemalja u istočnoj i središnjoj Africi južno od Sahare, a danas je kritično ugrožena vrsta. Populacija u divljini je od 1970. godine do danas smanjena s oko 500 na samo četiri nosoroga.
Prema izvještajima BBC-a, danas žive svega 2 ženke sjevernih bijelih nosoroga. Posljednji mužjak je uginuo 2018.g.

## Status
Bijeli nosorog je otkriven 1817. godine, a već sedamnaest godina kasnije je postao, zbog pretjeranog lovljenja i sporog razmnožavanja, rijetka životinja.
Sjeverni bijeli nosorozi se još jedino mogu naći u Demokratskoj Republici Kongo dok južna podvrsta živi širom Južne Afrike. 98,9% populacije bijelih nosoroga živi u samo četiri države (u Južnoafričkoj Republici, Namibiji, Zimbabveu i Keniji). Skoro desetkovani i dovedeni do ruba istrjebljenja početkom 20. stoljeća, bijeli nosorozi su se vratili u velikom broju. 2001. godine je procjenjeno da 11.670 bijelih nosoroga živi u divljini, dok je još 777 nosoroga živjelo u zoološkim vrtovima. To ih čini najbrojnijom vrstom nosoroga u svijetu.